# King Candy
King Candy ist eine deutsche Independent-Band der 1980er und 1990er Jahre. Sie war die Nachfolgeband von Les Immer Essen.

## Geschichte
Nach der Auflösung von Les Immer Essen gründete Michael Hansonis (Gitarre, Gesang) mit Markus Richter (Bass), Gerd Paris (Schlagzeug), Bernhard Lösener (Keyboard) und Eas Hoppmann (Saxophon) die Band King Candy. Die Band konnte sich einen Plattenvertrag bei Day-Glo Records sichern und veröffentlichte dort 1989 das Debütalbum Animal Eaters. 1990 erschien Happy Garden und 1992 das Album Chloé. Trotz guter Kritiken, insbesondere in ihrer Heimatstadt Köln, und einer Coverversion von Bird durch Robert Forster (The Go-Betweens) kam es nie zum kommerziellen Durchbruch. Hansonis, nicht zufrieden mit der musikalischen Karriere und dem Voranschreiten seines musikalischen Könnens, löste die Band 1995 auf. Die genauen Beweggründe kennt er heute nicht mehr.
Tatsächlich arbeitete er zunächst als Tontechniker beim Kölner Theater. Von dort aus begann er eine Karriere als Schauspieler und veröffentlichte erst fast 10 Jahre später wieder Musik.

## Diskografie
Alben
- 1989: Animal Eaters (Day-Glo / Rough Trade)
- 1990: Happy Garden (Day-Glo / Rough Trade)
- 1992: Chloé (Day-Glo / Rough Trade)

Kompilationen
- 1994: Candid Classics (BMG Music)

Singles
- 1989: Before I Sleep (7’’, Day-Glo)
- 1990: Party (7’’, Day-Glo)
- 1993: White Skin (Maxi-CD, Chlodwig Musik)